# Xanthorhoe postpositaria
Xanthorhoe postpositaria là một loài bướm đêm trong họ Geometridae.